# Petr Čepek
Petr Čepek (16. září 1940 Praha-Radlice – 20. září 1994 Vrchlabí) byl český divadelní, filmový, televizní a dabingový herec.

## Životopis

### Mládí a studia
Jeho otec Karel s matkou Miloslavou (roz. Haladějovou) bydleli v Praze v domku na rozhraní Smíchova a Radlic. Otec získal místo u sociální pojišťovny, s matkou se seznámili v Sokole v Hrabůvce. Svatbu měli v prosinci roku 1939. Otec však v roce 1942 zemřel na plicní embolii a Petr s matkou a mladším bratrem Karlem (divadelní herec, nar. 1942) přestěhovali v roce 1945 do Ostravy–Hrabůvky, kde žili jeho prarodiče z matčiny strany, a odtud pak v roce 1956 do nové čtvrti Poruby. Matka byla velmi hudebně nadaná, vystudovala hru na klavír a na tento hudební nástroj také naučila oba bratry. Petrův dědeček, František Čepek, byl důležitým činitelem sociální demokracie, a také nájemcem kavárny Elektra v Hornickém domě v Ostravě.
Vystudoval gymnázium a v roce 1958 byl přijat na DAMU, do ročníku profesora Miloše Nedbala. Mezi jeho spolužáky patřili např. Ladislav Mrkvička, Josef Abrhám, Marie Málková, Jiří Krampol nebo Jana Drbohlavová. V roce 1962 se jako jediný zastal svého spolužáka Ladislava Mrkvičky, který byl zatčen Státní bezpečností za recesistické vystoupení na májových oslavách. Nakonec ani on vysokoškolský diplom nezískal.

### Divadelní i filmová kariéra
Ve skupině herců vedených Janem Kačerem odešel do ostravského Divadla Petra Bezruče, kde působil do roku 1965. Jeho první rolí je Andreas ve hře Milenci z kiosku. V Divadle Petra Bezruče působí do roku 1965, kdy se, opět s Janem Kačerem a dalšími kolegy, přesouvá do Prahy, kde se stávají členy souboru nově vznikajícího Činoherního klubu. Členem souboru zůstal i po nedobrovolném odchodu svých kolegů v roce 1974. Zde působil až do své smrti a podílel se zde na vzniku mnoha slavných inscenací, v třiceti devíti i hrál. První premiérou byla slavná hra Ladislava Smočka Piknik, poslední premiérou Ibsenův John Gabriel Borkman. V sezóně 1966/67 hrál syna v divadelní inscenaci Šest postav hledá autora v Národním divadle.

Takto nadaného herce si všimla i filmová produkce a v roce 1962 získal malou roli ve filmu Dva z onoho světa. O čtyři roky později debutoval v hlavní roli hudebníka Petra Hudce ve filmu Hotel pro cizince. Jako jeden z mála herců odmítl roli v seriálu Třicet případů majora Zemana, tuto roli pak v díle Klauni zastával Petr Štěpánek. Kvůli svým postojům (odmítl titul zasloužilý umělec) měl také delší dobu znemožněnou práci v barrandovských studiích, roli tak získával také přes bratislavské studio ČST. Ztvárňoval přitom role komediální (Vesničko má, středisková, Trhák) i velmi vážné až tragické (Petrolejové lampy, Prokletí domu Hajnů).

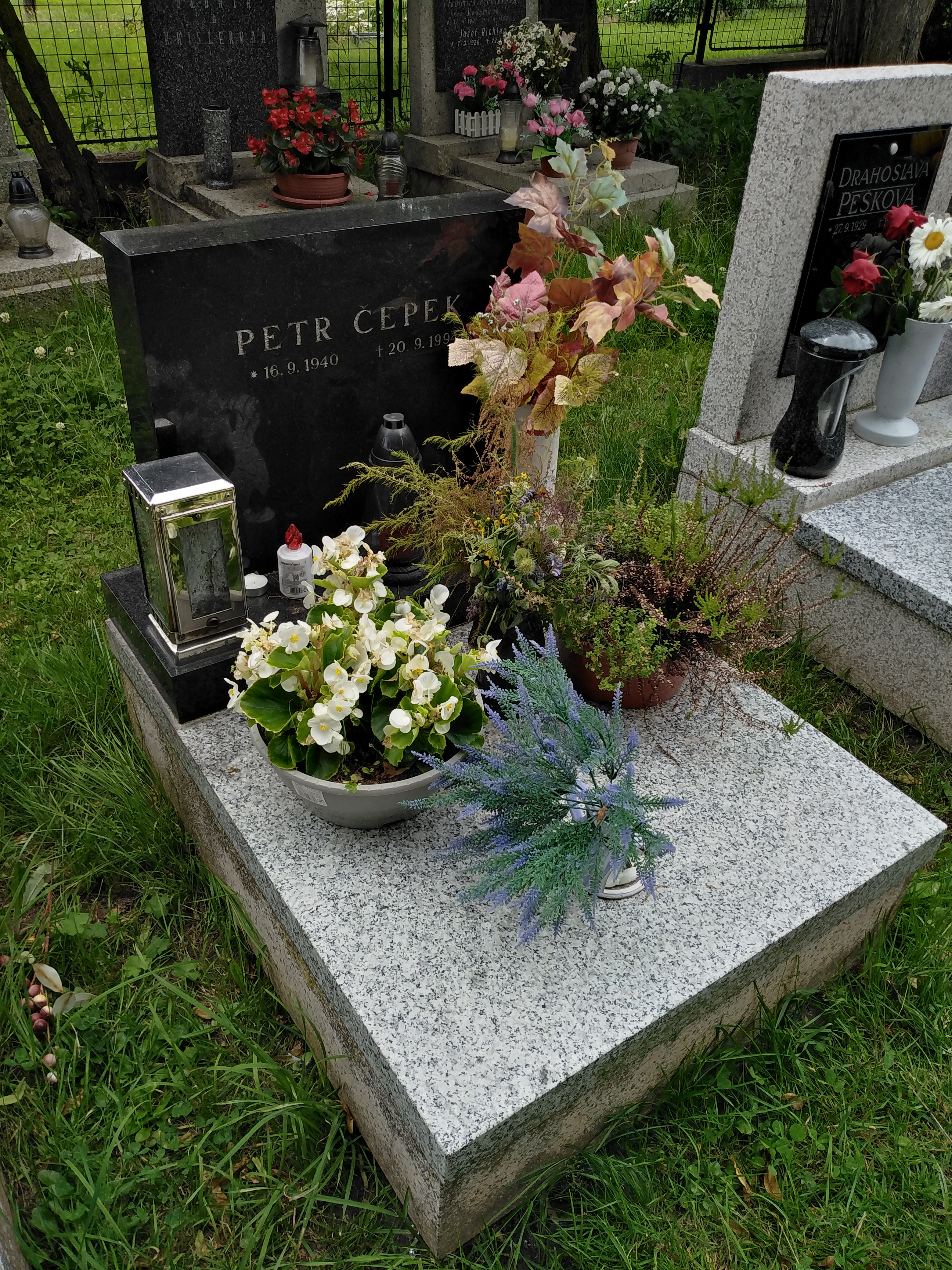
Hrob herce Petra Čepka v Dolní Kalné

### Sametová revoluce
V létě 1989 podepsal spolu s manželkou petici Několik vět i podpis požadující propuštění Václava Havla z vězení. V listopadu téhož roku se podílel na zrodu Občanského fóra. Dne 25. listopadu 1989 vystoupil na demonstraci na Letenské pláni, o den později se účastnil jednání s premiérem Ladislavem Adamcem. Během sametové revoluce se také účastnil výjezdů delegací Občanského fóra, například na XI. sjezd JZD, kde byla celá herecká delegace přijata s hlasitou nevolí. Po zvolení Václava Havla prezidentem na konci roku 1989 Čepek napsal úvahu „Věřím“ do Mladé fronty, čímž svou krátkou politickou kariéru ukončil.

### Konec života
Počátkem devadesátých let učil herectví na DAMU, v ročníku s Věrou Galatíkovou a Jaroslavem Vostrým. I nadále působil v Činoherním klubu, kde ztvárnil například role Leeho v Shepardově Pravém západu či spartského krále Meneláose v Orestésovi.
Čepek byl celý život silný kuřák. V roce 1993 začal trpět bolestmi, způsobenými rakovinou slinivky břišní. Jeho poslední rolí byla dvojrole Fausta a Mefistofela ve Švankmajerově filmu Lekce Faust. V první polovině roku 1994 opustil svůj pražský byt a odstěhoval se na chalupu v podkrkonošské Horní Kalné. Zemřel 20. září 1994 v nemocnici ve Vrchlabí. Je pohřben na hřbitově v Dolní Kalné, neboť mu dle jeho slov místo jeho chalupy bylo natolik blízké, že si přál zde i spočinout.
V roce 1994 mu byla udělena in memoriam cena Český lev za dvojroli ve Švankmajerově filmu Lekce Faust. Cenu převzal jeho kolega, přítel i spolužák z DAMU Josef Abrhám.
Petr Čepek byl třikrát ženatý, z těchto manželství má dvě dcery (z druhého Petru, nar. 1972 a z třetího Kristýnu, nar. 1987).